# Богове и чудовища
„Богове и чудовища“ (на английски: Gods and Monsters) е британско-американски драматичен филм от 1998 г. на режисьора Бил Кондън. Сценарият, написан от Кондън, е базиран на романа „Father of Frankenstein“ на Кристофър Брам. Премиерата е на 21 януари 1998 г. на кинофестивала „Сънданс“, а по кината в САЩ филмът излиза на 4 ноември 1998 г.

## Награди и номинации
| Категория                                   | Номиниран(и)            | Резултат                |
| Оскар (21 март 1999 г.)                     | Оскар (21 март 1999 г.) | Оскар (21 март 1999 г.) |
| ------------------------------------------- | ----------------------- | ----------------------- |
| Най-добър адаптиран сценарий                | Бил Кондън              | награда                 |
| Най-добра мъжка роля                        | Иън Маккелън            | номинация               |
| Най-добра поддържаща женска роля            | Лин Редгрейв            | номинация               |
| Награда на БАФТА (11 април 1999 г.)         |                         |                         |
| Най-добра актриса в поддържаща роля         | Лин Редгрейв            | номинация               |
| Златен глобус (24 януари 1999 г.)           |                         |                         |
| Най-добра актриса в поддържаща роля         | Лин Редгрейв            | награда                 |
| Най-добър филм – драма                      | Най-добър филм – драма  | номинация               |
| Най-добър актьор в драматичен филм          | Иън Маккелън            | номинация               |
| Сателит (17 януари 1999 г.)                 |                         |                         |
| Най-добър адаптиран сценарий                | Бил Кондън              | награда                 |
| Най-добър филм – драма                      | Най-добър филм – драма  | номинация               |
| Най-добър актьор в драма                    | Иън Маккелън            | номинация               |
| Най-добра актриса в поддържаща роля в драма | Лин Редгрейв            | номинация               |